# 루크 콤즈

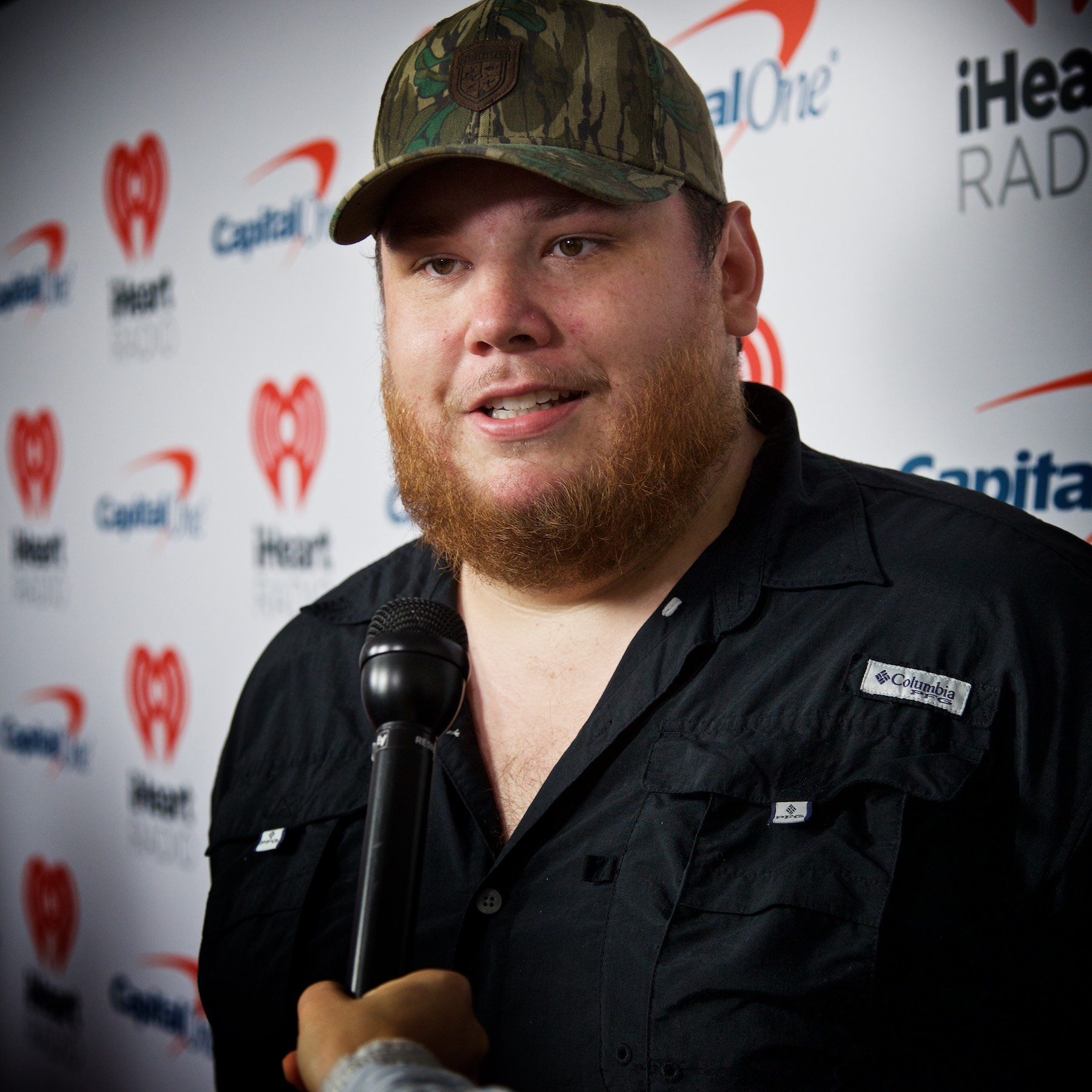
2019년 인터뷰 중인 콤즈

루크 콤즈(Luke Combs, 본명: Luke Albert Combs, /koʊmz/, 1990년 3월 2일 ~ )는 미국 컨트리 음악 싱어송라이터이다. 노스캐롤라이나에서 태어나고 자란 콤즈는 어린 시절부터 공연을 시작했다. 음악 경력을 쌓기 위해 대학을 중퇴한 후 테네시주 내슈빌로 이주하여 2014년 데뷔 확장극인 "The Way She Rides"를 발표했다.
2017년 콤즈는 빌보드 200에서 4위에 오른 데뷔 앨범 "This One's for You"를 발표했다. 콤즈는 2019년 11월 8일 두 번째 앨범 "What You See Is What You Get"을 발표했다. 이 앨범은 여러 차트에서 1위를 차지했다. 2020년 10월 23일 "Forever After All"이 포함된 디럭스 버전의 앨범이 발매되었다.
3개의 그래미 상 후보, 2개의 iHeart 라디오 음악 상, 4개의 아카데미 오브 컨트리 뮤직 어워드, 6개의 컨트리 음악 협회상을 수상했다.

## 투어
헤드라이닝
- Don't Tempt Me with a Good Time Tour (2017–18)
- Beer Never Broke My Heart Tour (2019)
- What You See Is What You Get Tour (2020–21)
- World Tour (2023)

서포팅
- The Devil Don't Sleep Tour (2017) with Brantley Gilbert
- High Noon Neon Tour (2018) with Jason Aldean
- Here On Earth Tour (2020) with Tim McGraw (2일)

## 음반
- This One's for You (2017)
- What You See Is What You Get (2019)
- Growin' Up (2022)
- Gettin' Old (2023)